# С незапамятных времён (фильм, 1947)
«С незапамятных времён» (англ. Time Out of Mind) — нуаровая историческая мелодрама режиссёра Роберта Сиодмака, который вышел на экраны в 1947 году.
Фильм рассказывает о служанке Кейт Феральд (Филлис Калверт), влюблённой в наследника богатого рода судовладельцев из Новой Англии Кристофера Форчуна (Роберт Хаттон). Вопреки воле отца Кристофер отказывается быть моряком и хочет стать композитором, уезжая учиться в Париж, где женится на богатой наследнице. По возвращении на родину Кристофер, который не доволен своей материальной зависимостью от жены, начинает пить и срывает оплаченный её отцом концерт в Нью-Йорке, что приводит к расставанию с женой. Однако Кейт своей любовью заставляет Кристофера поверить в свои силы и вскоре он с триумфом возвращается на сцену.
Критики невысоко оценили картину, упрекнув создателей в том, что они свели атмосферную и объёмную прозу Рейчел Филд к банальной романтической истории. При этом высоко были оценены сценография и игра основных актёров, за исключением Хаттона.

## Сюжет
Молодая Кейт Ферналд (Филлис Калверт), дочь экономки в богатом доме, принадлежащем капитану Форчуну (Лео Г. Кэрролл) в штате Мэн, вспоминает, как в июле 1889 года из своего первого плавания на семейном клипере Rainbow вернулся сын капитана Кристофер Форчун (Роберт Хаттон). В то время, как Кейт с нетерпением ждёт возвращения Криса, друг семьи, молодой процветающий рыбак Джейк Баллард (Эдди Альберт) не может понять нелюбви Криса к морю, с которым была связана вся история Форчунов. Во время шторма Криса ударило корабельной мачтой, и его в состоянии комы доставляют на носилках в его комнату. Семейный доктор (Сэмьюэл С. Хайндс) заключает, что у Криса как минимум серьёзное сотрясение мозга, и в ближайшие дни ему необходим абсолютный покой. Однако это не мешает его суровому отцу, капитану Форчуну организовать традиционный в таких случаях торжественный ужин в честь возвращения корабля домой. Дочь капитана Кларисса «Рисса» Форчун (Элла Рейнс) очень любит брата и переживает за его состояние, однако вынуждена подчиниться воле отца и играть гостям на фортепиано во время вечера. Некоторое время спустя, не в силах продолжать играть, она поднимается в комнату к брату и сидит у его постели.
Когда Крис приходит в себя, Рисса сообщает ему, что известный французский композитор Дюваль высоко оценил его музыку. Крис садится за фортепиано и начинает играть. Он говорит, что ненавидит море и мечтает получить музыкальное образование в Париже. Однако непреклонный капитан Форчун настаивает на том, чтобы к концу месяца Крис снова вышел в море. Рисса становится на защиту брата, умоляя капитана разрешить Крису отправиться в Париж, но тот ей отказывает. Когда Рисса обвиняет отца в том, что своей железной волей он уже убил её мать, тот даёт дочери пощёчину. Не останавливаясь на этом, Рисса едет в Бостон к своей тёте Мелинде (Лилиан Фонтейн), чтобы попросить у неё денег. Понимая, что Мелинда не даст ей денег на оплату обучения Криса в Париже, Рисса объясняет, что деньги нужны для оплаты страховки Rainbow. Тем временем Крис в разговоре с Кейт признаётся, что для него морское плавание равносильно смерти. Капитан узнаёт, что Крис вопреки его указанию не ходит на занятия навигацией, он также не понимает, зачем Рисса ездила к Мелинде, ведь через десять дней Мелинда должна сама приехать к ним в гости на День благодарения.
Так как Рисса вернулась из Бостона без денег, Кейт умоляет Джейка одолжить Крису две тысячи долларов на поездку в Париж. Сначала Джейк отказывается дать денег, но затем смягчается и предлагает Крису деньги, одновременно подтрунивая над ним, что тот прячется за женскими юбками. Это оскорбляет Криса, который лезет в драку, а затем уходит, не взяв денег. Между тем на вечере в честь Дня благодарения появляется тётя Мелинда в сопровождении привлекательной дочери богатого бостонского бизнесмена Доры Дрейк (Хелена Картер). Мелинда отправляет Дору и Криса танцевать, но когда появляется Кейт, Крис танцует с ней. Тем временем тётя Мелинда рассказывает капитану о цели визита Риссы, что приводит капитана в бешенство, так как он давно заплатил за страховку корабля из своих денег. После окончания вечера он собирается серьёзно поговорить с Риссой и Крисом. Во время танцев Кейт уговаривает Криса взять у Джейка деньги и, не поставив в известность отца, немедленно отправляться в Париж. Позднее тем же вечером, узнав о том, что Крис и Рисса без его разрешения тайно уехали в Париж, капитан допрашивает Кейт, которая сознаётся, что не только знала об их отъезде, но и помогла им. Капитан говорит Кейт, что всегда относился к ней как к дочери и не ожидал такого предательства с её стороны.
Проходит три тяжёлых года, в течение которых капитан замыкается в себе и быстро сдаёт физически. Он не желает ни с кем общаться, а письма детей, не читая, выбрасывает в горящий камин. Когда же приходит телеграмма о том, что Rainbow затонул во время плавания, капитан теряет последнюю ниточку, связывавшую его с жизнью, и тем же вечером умирает. Той же зимой Рисса и Крис возвращаются домой. При встрече Кейт целует Криса, однако выясняется, что в Париже он женился на Доре, которая вернулась домой вместе с ним. За ужином, который Кейт приготовила по случаю приезда, Дора достаёт концертную афишу предстоящего концерта Криса в Нью-Йорке. Крис, который к этому времени уже прилично напился, говорит, что концерт проплатил отец Доры, также как и его концерт в Париже. Когда Дора говорит Крису, что это его шанс, он парирует, что это её шанс сделать себе имя в светском обществе Нью-Йорка. Он говорит, что не хочет быть марионеткой в её руках, и, кроме того, ещё не готов к концерту в Нью-Йорке. Позднее, наигрывая Кейт фрагменты своей музыки, Крис признаётся, что это всего лишь слабые вариации в духе Дебюсси. Продолжая пить, Крис говорит, что за эти годы погряз в роскоши и деньгах. Перед началом концерта, где он должен сыграть своё сочинение в сопровождении симфонического оркестра, Крис идёт в соседний бар, где напивается и играет на пианино, не обращая внимание на время. Когда его находят и с опозданием доставляют в зал, Крис, пошатываясь, выходит на сцену и начинает играть. Однако несколько минут спустя, бросая злобные взгляды на жену, Крис переходит на детские мотивчики, а вскоре вообще прекращает выступление и уходит со сцены, оставляя слушателей в полной растерянности. На следующий день авторитетный музыкальный критик Макс Либерман (Джон Эбботт) публикует статью под заголовком «Пьяный пианист уходит со сцены во время выступления». Дора чувствует себя опозоренной, и объявляет Крису, что уходит от него.
Некоторое время спустя Кейт проводит в доме Форчунов инвентаризацию домашних вещей для последующей их продажи. В этот момент в доме появляется Джейк с бутылкой, который узнал в магазине, что последнее время Кейт часто заходит туда за алкоголем. В этот момент из комнаты появляется пьяный Крис, который в поисках выпивки грубо толкает Кейт. Джейк вступается за неё и бьёт Криса. Он говорит, что Крис спился и уже не станет нормальным человеком. Однако Кейт отвечает, что добьётся этого, так как Крис составляет смысл её жизни. Когда Джейк уходит, Кейт признаётся Крису в любви и в своей неизменной вере в его талант. Вскоре после этого, под впечатлением от океанских волн, разбивающихся о скалы, Крис неуверенно садится за фортепиано и начинает играть. Постепенно восстанавливая веру в свои силы, Крис бросает пить и погружается в работу над своим новым сочинением, симфонией «Новая Англия». К радости Кейт через некоторое время Крис сообщает, что закончил симфонию. Воспользовавшись помощью кучера Либермана, Кейт анонимно подбрасывает в экипаж критика партитуру симфонии Криса. Высоко оценив качество этого произведения, но не зная имени автора, Макс показывает его знакомому дирижёру Альфреду Стерну (Эмиль Рамо), который также даёт ему высокую оценку. В этот момент появляется Кейт, сообщая, что симфонию написал Крис. Услышав это, Макс и Альфред отказываются иметь с ним дело, однако Кейт уговаривает их дать Крису шанс. В итоге Макс соглашается организовать исполнение симфонии Криса в концертном зале. Вскоре в доме появляется Рисса, уговаривая Криса вернуться к Доре, однако он отказывается. Тогда Рисса обвиняет Кейт в том, что та изолировала Криса от всех, однако Крис отвечает, что Кейт всегда о них только заботилась, после чего Рисса уходит.
В день концерта Крис признаётся Кейт, что всегда любил только её, и женившись в Париже, сделал ошибку. В знак своей любви он надевает на палец Кейт кольцо, и они целуются. Крис выходит на сцену и вдохновенно дирижирует своей симфонией. В ложе Макс сидит вместе с Кейт. Один из его людей замечает, что Дора, которая сидит в другой ложе вместе с Риссой, с помощью специально нанятых людей готовит провокацию во время выступления. Услышав об этом, Кейт бросается к Доре и, пугая её Максом, не даёт подать провокаторам знак. Дора выходит из зала, после чего Рисса и Кейт садятся рядом, берут друг друга за руки и наслаждаются музыкой Криса.

## В ролях
- Филлис Калверт — Кейт Ферналд
- Роберт Хаттон — Кристофер Форчун
- Элла Рейнс — Кларисса «Рисса» Форчун
- Эдди Альберт — Джейк Баллард
- Лео Г. Кэрролл — капитан Форчун
- Хелена Картер — Дора Дрейк
- Джон Эбботт — Макс Либерман
- Генри Стивенсон — Веллингтон Дрейк
- Олив Блейкни — миссис Ферналд
- Гарри Шэннон — капитан Роджерс
- Джанет Шоу — Пенни
- Эмиль Рамо — Альфред Стерн
- Сэмьюэл С. Хайндс — доктор Вебер
- Лилиан Фонтейн — тётя Мелинда
- Хаусли Стивенсон — Джордж
- Моди Прикетт — Энни
- Беатрис Робертс — миссис Уэбер (в титрах не указана)

## Создатели фильма и исполнители главных ролей
Роберт Сиодмак считается одним из самых плодотворных и успешных постановщиков фильмов нуар, на счету которого такие картины, как «Леди-призрак» (1944), «Подозреваемый» (1944), «Винтовая лестница» (1945), «Убийцы» (1946), «Тёмное зеркало» (1946), «Плач большого города» (1948), «Крест-накрест» (1949) и «Дело Тельмы Джордон» (1950).
Британская актриса Филлис Калверт добилась большого успеха на родине ролями в таких мелодрамах 1940-х годов, как «Киппс» (1941), «Человек в сером» (1943), «Фанни при газовом свете» (1944), «Две тысячи женщин» (1944), «Мадонна семи лун» (1945) и «Они были сёстрами» (1945). «С незапамятных времён» стал первым голливудским фильмом Калверт. За семь лет работы в Америке Калверт не добилась особого успеха, после чего она вернулась в Великобританию, где в 1953 году завоевала номинацию на премию БАФТА за главную роль в фильме «Мэнди» (1952).
Роберт Хаттон играл главные и значимые роли в фильмах различных жанров, среди них военный триллер «Пункт назначения — Токио» (1943), комедия «Грубо говоря» (1945), детектив «Умные девушки не говорят» (1948), военный боевик «Стальной шлем» (1951) и вестерн «Противостояние в Бут-Хилл» (1958).
Элла Рейнс сыграла многие из своих лучших ролей в фильмах нуар, в том числе в фильмах Сиомака «Подозреваемый» (1944), «Леди-призрак» (1944) и «Странное дело дяди Гарри» (1945). Также среди её лучших работ — фильмы нуар «Паутина» (1947) и «Удар» (1949), военная комедия «Слава герою-победителю» (1944) и вестерн «В седле» (1944).

## История создания фильма
Фильм поставлен по одноимённому роману-бестселлеру Рейчел Филд, который вышел в свет в 1935 году.
В титрах название фильма указано как «С незапамятных времён от Рейчел Филд» (англ. Rachel Field's Time Out of Mind).
Журнал «Голливуд репортер» сообщал о производстве фильма следующее: В апреле 1945 года опытная сценаристка Джейн Мёрфин выбрала роман Рейчел Филд для своей первой продюсерской работы на Universal. В ноябре 1946 года после девяти месяцев подготовки Мёрфин вышла из проекта. В октябре 1946 года было сообщено, что Сиодмак, который заключил договор на постановку фильма в середине сентября 1946 года, также вышел из проекта, чтобы взять отпуск и отдохнуть. Тогда в качестве режиссёра был приглашён Фрэнк Райан (англ. Frank Ryan), но начало производства было отложено до ноября 1946 года. К этому времени Сиодмак решил вернуться в качестве режиссёра и продюсера фильма.
Фильм начинается с закадрового рассказа Кейт Ферналд, описывающего возвращение Криса Форчуна из его первого морского путешествия.
Роберту Хаттону в сценах игры на фортепиано помогал в качестве наставника Ян Якобсон (англ. Jan Jacobson).

## Оценка фильма критикой

### Общая оценка фильма
После выхода фильма на экраны кинообозреватель «Нью-Йорк Таймс» Томас Прайор дал ему невысокую оценку, написав, что из-за того, что фильм «очищен от запоминающейся прозы Рейчел Филд, он получился на редкость пустой романтической драмой». Как пишет критик, «мисс Филд, которая умерла в 1942 году, через семь лет после написания этого романа о падении богатой семье судостроителей из Мэна, знала своих персонажей и атмосферу в Уолтеме (штат Массачусетс)  настолько хорошо, что мало кто обращал внимание на механистичность сюжета. Однако эта слабость романа слишком очевидна в фильме, и ему не помогает ни неторопливый темп повествования, который избирает режиссёр и продюсер Роберт Сиодмак», ни «красивые и дорогие декорации Universal-International, которые мало что вносят в общее настроение истории». Как далее пишет Прайор, «сценаристы настолько ужали роман, что он превратился в довольно обычную историю о девушке, которая очень долго ожидает, пока мальчик поймёт, что жизнь без неё — это лишь чаша разочарований. Конечно, сценаристы могут утверждать, что они придерживались сердцевины романа». И это была их ошибка, «ведь книга черпала дыхание жизни в конкретных событиях и характерах». Как резюмирует Прайор, «несмотря на свои выдающиеся производственные качества и местами привлекательную игру актёров», этот фильм похож на «шоколадного зайца — внешне он красивый и привлекательный, но пустой внутри».
Хэл Эриксон назвал картину «медленной костюмированной мелодрамой, которую оживляют её звёзды», а Леонард Молтин охарактеризовал её как «тяжеловесное историческое произведение о девушке, влюблённой в мужчину выше её по положению, которая видит как он несчастлив в жизни».

### Оценка актёрской игры
По мнению Прайора, «если не считать игры Лео Г. Кэрролла и Филлис Калверт, то в фильме немного интересных актёрских работ… Мистер Кэрролл играет упрямого, гордого судостроителя Капитана (в книге — Майора) Форчуна, который страдает от слабости своего сына Криса (в книге — Нэта), который не любит плавание по морям. Он доминирует в каждой сцене, в которой появляется, и безраздельно владеет вниманием зрителя. Однако он умирает слишком рано». Что касается «мисс Калверт, которая только что прибыла с английских киностудий, то она даёт впечатляющее исполнение в роли Кейт Ферналд, дочери экономки, которая растёт вместе с детьми Форчунов и вдохновляет Криса на занятия музыкой. Она убедительная актриса, которая привносит трепет жизни и благородство в стереотипно написанную роль». Как далее отмечает Прайор, «персонаж Роберта Хаттона также слабо написан», и актёр слабо выглядит «в роли сына, который рождён для музыки, но вынужден страдать в несчастливом браке и серии „потерянных уик-эндов“, прежде чем он оценит любовь Кейт и расцветёт как знаменитый композитор». Что же касается остальных актёров, то «Элла Рейнс достаточно хороша в роли положительной, хотя и немного собственнической сестры», Эдди Альберт «угрюм и недоверчив в роли процветающего рыботорговца в то время, как состояние Форчунов тает», а Джон Эбботт «очень силён в роли музыкального критика».
По мнению Хэла Эриксона, «в большом актёрском составе выделяются Элла Рейнс в роли Риссы, чувственной сестры Кристофера, и Эдди Альберт в роли обязательного лучшего друга и его самого строго критика Джейка Балларда».